# 卡扎爾人
卡扎尔人，是一个属于乌古斯突厥巴岳特部的氏族，他们生活在亚美尼亚、阿塞拜疆共和国和伊朗阿塞拜疆。
萨法维王朝灭亡后，卡扎尔人分成数个部分，包括占贾和埃里温地区的齐亚德支系，以及伊朗阿塞拜疆的白羊支系和达瓦鲁支系。

## 背景
卡扎尔人是10-11世纪在小亚细亚出现并扩散的土库曼红头部落的一支。后来，他们在萨非王朝初期掌权，诸多部落成员拥有显赫的地位。1794年，在伊朗建立了卡扎尔王朝，取代了桑德王朝：1785年，卡扎尔白羊支系成员阿迦·穆罕默德汗从里海南岸根据地起兵反叛盧圖夫·阿里汗，于1785年占领了重镇伊斯法罕，并在一年后定都德黑兰。 